# Hashimotov tireoiditis
Kronični autoimuni (Hashimotov) tiroiditis najčešći je uzrok hipotireoze.
Bolest je dobila ime po japanskom liječniku koji se zvao Hakaru Hashimoto.

## Znakovi i simptomi
Nastaje zbog oštećenja štitnjače imunološkim stanicama i antitijelima (autoimuna bolest kod koje poremećaj obrambenog sistema tijela uzrokuje napadanje vlastitog tkiva). Može se ogledati porastom žlijezde (guša) ili njenim smanjenjem (atrofija). Mjerenjem količine antitijela kod ovih se pacijenata može predvidjeti nastup manifestne bolesti. Bolest je obično (ne uvijek) doživotna. 
Javlja se češće kod žena, osobito starije dobi. Ova je bolest najčešći uzrok hipotireoze u djece; kod osoba s Turnerovim sindromom se učestalije javlja. Bolesnik ili članovi obitelji često imaju druge autoimune bolesti kao što je adrenalna insuficijencija (nedostatan rad nadbubrežne žlijezde) i dijabetes ovisan o inzulinu. Dokazana je povezanost između pušenja cigareta i pojave hipotireoze kod pacijenata s ovom bolesti.